# Graselova stezka Nové Syrovice
Graselova stezka Nové Syrovice je naučná stezka v okolí Nových Syrovic, pojmenovaná po místním rodákovi Johannu Georgovi Graselovi. Kromě této stezky se Graselova stezka na českém území nachází i u Slavonic, Nové Bystřice, Vratěnína a Českého Rudolce. Její celková délka je cca 10 km a na své trase má 5 zastavení.

## Vedení trasy
Trasa začíná u Novosyrovického rybníka, kde býval rodný dům Grasela. Odtud pokračuje kousek po silnici II/411 směrem na Dešov, ale zahýbá doleva do Syrovického lesa a k přírodním rezervacím Habrová seč a U Lusthausu. U Lusthausu se nachází trojice staveb – Lusthaus (připomíná chrámovou loď), Špice (kostelní věž) a Sibyla (sakristii). Odtud pokračuje okrajem lesa zpátky do Nových Syrovic, kde u zámku končí.

## Zastavení
- Novosyrovický rybník
- Habrová seč – přírodní rezervace
- Lusthauz
- Sibyla
- Nové Syrovice